# Clara Luz Montoya
Clara Luz Montoya Lagarde (Navojoa, 1967) es una poeta, narradora y gestora cultural mexicana. En 2011 recibió el Premio Internacional de Poesía 2011 por la Academia Mundial de Arte y Ciencia (World Academy of Art and Science -WAAS-) de la UNESCO y a partir de ese año se convirtió en miembro vitalicio.

## Trayectoria
Es egresada de la licenciatura en Literaturas Hispánicas en la Universidad de Sonora y de la licenciatura en Informática por el Instituto Tecnológico de Hermosillo, tiene una maestría en Administración y un diplomado en Fomento a la Lectura por la Universidad Nacional Autónoma de México, además de una especialización en Educación Artística, Cultura y Ciudadanía por el Centro de Altos Estudios de la Universidad de Valladolid.
Desde 2006, de manera altruista da talleres de poesía, relato autobiográfico y narrativa breve en reclusorios para menores infractores y para adultos. En estos talleres crea el Colectivo Cautivos por las Letras y las Artes, grupo con el cual contribuye a promover el hábito de la lectura y escritura creativa para personas privadas de su libertad y les apoya en su inserción social al cumplir su compromiso con la sociedad.
Presidenta del Colectivo Internacional Cautivos por las Letras y las Artes CICLA. Miembro Honorario de la Asociación Israelí de Escritores en Lengua Castellana.

## Obra
- Ecos Íntimos poesía y cinco minificciones no tan íntimas (español e inglés) con ilustraciones de Sergio Rascón
- Bosque de Tréboles (edición trilingüe, traducido al mayo Adelina Valenzuela, lingüista mayo, al inglés por el poeta mexicano Alaric Gutiérrez y al chino por el poeta y editor Sha Ke) con ilustraciones de Omar Lauterio
- Garabatos de sueños y recuerdos, Presa Perenne y Besos de ébano (minilibros)
- Coautora del cd de trova y poesía Ven mujer hagamos el mundo
- Así se hicieron los canguros
- La misión de los piojos en la tierra
- Los Dorados de Villa (performance de narración oral y canto 2010).[2]

## Reconocimientos
- La Biblioteca de la escuela de Hermosillo Rosas de mi infancia lleva el nombre Clara Luz Montoya.
- Ganadora del Concurso Estatal de Poesía Cómo veía mamá a mamá (Instituto Sonorense de Cultura, 1997)
- Premio Internacional de Poesía 2011 El valor de la vida, Categoría: Castellano, de World Academy of Arts and Culture (WAAC-UNESCO).
- Medalla Padre Kino 2012 (Trento Italia y Patronato Padre Kino).
- Premio Nacional de Fomento a la Lectura y Escritura Creativa 2016  (Secretaría de Cultura, Secretaría de Educación Pública, Organización de Estados Iberoamericanos, Cámara Nacional de la Industria Editorial Mexicana, Asociación de Librerías de México).
- Fungió como Presidenta del Jurado del Premio Internacional de Poesía WAAC-UNESCO, Categoría "Castellano"; India, 2019.
- Doctorado en Literatura Honoris Causa otorgado por la WAAC-UNESCO, Universidad de Huailen, Taiwan, 2016.[6][7][8]